# Ari Suhonen
Ari Suhonen (né le 19 décembre 1965) est un ancien athlète finlandais spécialiste du demi-fond. 

## Carrière

### Palmarès
| Date | Compétition                    | Lieu      | Résultat | Épreuve | Performance   |
| ---- | ------------------------------ | --------- | -------- | ------- | ------------- |
| 1987 | Championnats d'Europe en salle | Liévin    | 3e       | 800 m   | 1 min 49 s 56 |
| 1988 | Championnats d'Europe en salle | Budapest  | 1er      | 1 500 m | 3 min 45 s 72 |
| 1989 | Universiades                   | Duisbourg | 1er      | 800 m   | 1 min 47 s 13 |

### Records
| Épreuve | Performance        | Lieu   | Date         |
| ------- | ------------------ | ------ | ------------ |
| 800 m   | 1 min 44 s 10 (RN) | Zurich | 16 août 1989 |
| 1 000 m | 2 min 16 s 88 (RN) | Lahti  | 19 août 1987 |
| 1 500 m | 3 min 36 s 89 (RN) | Lohja  | 9 août 1987  |